# Protosticta pariwonoi
Protosticta pariwonoi – gatunek ważki z rodziny Platystictidae.